# Шевчук Ігор Олександрович
Шевчук Ігор Олександрович (29 квітня 1947, Київ) — математик, доктор фізико-математичних наук (1985), професор (1996), академік НАН України (2025).
І. О. Шевчук народився у Києві в родині педагогів. Під час війни його батько пройшов з боями від Сталінграда до Берліна. Останні роки життя був директором школи № 32 у Києві. Мати в останні роки життя працювала начальником управління кінофікації м. Києва. Перші 7 років життя маленький Ігор жив із батьками та сестрою у класній кімнаті школи № 136, в якій його батько був директором.
У 1963 р. Ігор вступив до 10 класу щойно відкритої Республіканської спеціалізованої школи-інтернату фізико-математичного профілю при Київському державному університеті імені Тараса Шевченка. У 1964 р. став переможцем XIX Київської міської олімпіади з математики, закінчив 11-й клас школи №92 і вступив на механіко-математичний факультет тоді КДУ імені Тараса Шевченка, який закінчив у 1969 р. 
Під час навчання в університеті визначальний вплив на нього справили лекції та практичні заняття з математичного аналізу, які вів доцент Панасович Володимир Олексійович  Він, зокрема, і познайомив студента Ігоря Шевчука з тодішнім завідувачем кафедри математичного аналізу, членом-кореспондентом НАН України Дзядиком Владиславом Кириловичем, під керівництвом якого Ігор Олександрович пізніше навчався в аспірантурі й згодом працював в очолюваному ним відділі теорії функцій Інституту математики НАН України. Саме під впливом В. К. Дзядика і сформувалися наукові інтереси І. О. Шевчука як майбутнього вченого.

## Наукова діяльність
Наукові дослідження присвячені питанням теорії функцій, переважно теорії наближень. Зробив значний внесок у розвиток таких наукових напрямів: наближення функцій комплексної змінної; продовження функцій з довільної підмножини дійсної прямої; формозберігаюче наближення. Для функцій високої гладкості побудував теорію наближення алгебраїчними поліномами на множинах комплексної площини, що мають кусково-гладку межу; знайшов умову на значення функції, визначеної на довільній фіксованій підмножині числової прямої, що є необхідною і достатньою для того, щоб дана функція допускала продовження на всю числову вісь, яке належить класу Соболєва, Гельдера чи узагальненому класу Гельдера; з'ясував, в яких випадках для монотонного, опуклого, комонотонного, коопуклого наближення функцій справедливі аналоги класичних оцінок похибки наближення (рівномірних, поточкових, Діціана-Тотіка, інтерполяційних), а в яких ні, і у випадках, коли відповідні аналоги класичних оцінок хибні, побудував контрприклади. Довів гіпотези Сьюелла (про контурно-тілесні властивості аналітичних функцій), Хассона (про апроксимаційний критерій гладкості), ДеВора і Ю (про поточкову оцінку монотонного наближення функцій класів Соболєва з r>2), знаходження точного значення сталої Лебега ядра Рогозинського, істотне покращення оцінки інтерполяційної сталої Вітні.

## Нагороди
- Республіканська премія ЛКСМУ імені Миколи Островського
- Премія АНУ імені М. Крилова (1991)
- Премія НАН України імені М. Остроградського (2014)
- Відзнака НАН України «За підготовку наукової зміни» (2022)[6]
- Почесна Грамота Кабінету Міністрів України
- Почесна Грамота Верховної Ради України
- Нагрудний знак Міністерства освіти і науки України "Відмінник освіти України"
- Грамота Київського національного університету імені Тараса Шевченка
- Почесна Грамота Київського національного університету імені Тараса Шевченка

## Публікації
Опублікував понад 100 праць, з них 2 монографії.
Основні праці:
- Приближение многочленами и следы непрерывных на отрезке функций. К., 1992;
- One Example in Monotone Approximation // J. of Approximation Theory. 1996. Vol. 86, № 3;
- Theory of Uniform Approximation of Functions by Polynomials. Berlin; New York, 2008 (співавт.);
- Interpolatory estimates for convex piecewise polynomial approximation // J. of Mathematical Analysis and Applications. 2019. Vol. 474, Issue 1 (співавт.);
- Exact order of pointwise estimates for polynomial approximation with Hermite interpolation // J. of Approximation Theory. 2021. Vol. 264 (співавт.);
- Coconvex Approximation by Hybrid Polynomials // Mediterranean J. of Mathematics. 2022. Vol. 19, № 245 (співавт.);
- Coconvex Approximation of Periodic Functions // Constructive Approximation. 2023. Vol. 57 (співавт.);
- Fast Decreasing Trigonometric Polynomials and Applications // J. of Fourier Analysis and Applications. 2024. Vol. 30, № 28 (співавт.);
- Comonotone approximation of periodic functions // J. of Approximation Theory. 2024. Vol. 299 (співавт.);
- Comonotone approximation by hybrid polynomials // J. of Mathematical Analysis and Applications. 2024. Vol. 529, Issue 2 (співавт.).

## Підготовка кадрів
Підготував 20 кандидатів та 1 доктора наук.
Серед всесвітньо відомих учнів Вязовська Марина Сергіївна та Радченко Данило.